# Ravanet verd
Ravanet verd fou una publicació subtitulada "Fullets de dibuix i poesia científica" que s'edità a Campanet (Mallorca) entre els anys 1979 i 1982. Apareixen 7 nombres, començant pel 0 i acabant amb el 7 (hi ha una edició doble 5-6). El primer exemplar surt al carrer el 30 de juny de 1979 i el darrer el 17 d'agost de 1982. El seu tiratge era de 100 exemplars. La publicació alternava el dibuix i la poesia.
La presentació fou gairebé diferent a cada edició (tub de cartró, envasat amb plàstic, botella, desplegable ...). Aquest col·lectiu organitzà i participà a diferents actes, com per exemple a l'exposició de poesia de Porreres (Resposta de Mallorca al Decret de Nova Planta), al llibre que es va editar l'any 1981 titulat " Resposta" hi varen incloure algunes de les seves aportacions (Antoni Socies, Pere Reinés i Antoni Reinés). Es presentaren a la Facultat de Filosofia o LLetres a la IV Mostra de Poesia Jove.
Altres aportacions es pogueren veure a una exposició col·lectiva a "La Caixa", la qual va ser censurada i tancada. Aquesta exposició titulada " Gond Uana. Continent de Sang i Llet" presentava també una col·lecció de diapositives sota el lema " Litúrgia de la tallada", aquest mateix any es va projectar a l'Escola de Magisteri de Palma.
Més de 20 autors participaren d'aquesta aventura iniciada pels germans Pere i Antoni Reinés, Damià Pons Capó, Tomeu Ripoll, Joan Amengual. La colònia d'artistes holandesos i residents en aquella època a Campanet també participaren activament, entre ells es poden destacar les aportacions de Theo Van de Heuvel, James Van Genuip, Max, i Ivon Mussert.
Ravanet Verd era una espai de creació renovadora, irreverent i avantguardista tal com pertocava en aquells anys.